# Дорийско преселение
Дорийското преселение (също дорийско нашествие) е предполагаемо масово преселение на гръцкото племе дорийци (Dōrieis), което започва първо в местността Дорида в Средна Гърция около 1200 пр.н.е. и е последвано от превземане на региони в Пелопонес: Арголида, Лакония, Месения, територии на Коринтския провлак и дворците на Тиринт и Микена.
Съществуващите селища са унищожени и това нашествие се сочи като една от причините за упадък на микенската цивилизация и настъпването на т.нар. гръцки тъмни векове. Всъщност няма данни, че унищожението на микенските центрове е било повсеместно. Напротив, археологически находки от 1981 г. в Лефканди, Евбея, карат учените да преосмислят тезата за настъпването на тъмни векове. Според Д. Попов дорийците вече заварват една западаща култура, а според А. Фол дорийското нашествие е отглас от вътрешните миграции, протекли на Балканите във връзка с бронзовия колапс
Смята се, че дорийското нашествие принуждава много от ахейците да напуснат континента и да се заселят по островите и в Мала Азия. Някои историци оспорват това становище, тъй като данни за заселване на Мала Азия има още от времето на микенската експанзия.
Макар че няма археологически доказателства за нашествието, дорийците оказват съществено културно влияние. В митологията например те се отъждествяват със Завръщането на Хераклидите, а в изкуството остава дорийският стил. Дорийският диалект е един от основните диалекти на старогръцкия заедно с еолийски и йонийски, Тукидид го споменава в описание на военни дела през 426 г. пр.н.е. От значение са и сведенията за съществуваща вражда към дорийците, обичайно от страна на йонийците, достигаща до забрана за влизане на дорийци в йонийски храмове – такъв пример има в надпис от 5 век пр.н.е. на Парос.